# 杉森久英
杉森久英（日语：杉森 久英；1912年3月23日—1997年1月20日），日本作家、小説家。

## 日文著作
- 《天皇的御廚》，（讀賣新聞社，1979年12月出版）のち集英社文庫（以料理人秋山德藏為模型的作品。）
- 《近衛文麿》，（河出書房新社 1986年11月出版）のち文庫
- 《明治天皇》，（中央公論社 1986年11月出版）のち人物文庫
- 《人われを漢奸と呼ぶ 汪兆銘傳》，（文藝春秋 1998年6月出版）